# ISO 3166-2:BY
Kódy ISO 3166-2 pro Bělorusko identifikují 6 oblastí a jedno město (stav v roce 2015). První část (BY) je mezinárodní kód pro Bělorusko, druhá část sestává z dvou písmen identifikujících oblast.

## Seznam kódů
| kód   | oblast            | poznámka |
| ----- | ----------------- | -------- |
| BY-BR | Brestská oblast   |          |
| BY-HO | Homelská oblast   |          |
| BY-HR | Hrodenská oblast  |          |
| BY-MA | Mohylevská oblast |          |
| BY-MI | Minská oblast     |          |
| BY-VI | Vitebská oblast   |          |
| BY-HM | Homel             | město    |